# Bitva o Caen (1346)
Bitva u Caen byla útokem vojsk Anglického království vedených králem Eduardem III. na Francouzi držené město Caen a Normandii, který se odehrál 26. července 1346 v rámci stoleté války.
Útok byl součástí chevauchée Eduarda III., které začalo o měsíc dříve, když se Angličané vylodili v Normandii. Francouzům se nepodařilo zachytit anglické transporty na moři a byli zaskočeni, přičemž jejich hlavní armáda čítající více než 15 000 mužů byla v Gaskoňsku. Angličané nenarazili prakticky na žádný odpor a před útokem na Caen ještě zpustošili velkou část Normandie. Část anglické armády, kterou tvořilo 12 000–15 000 mužů pod velením hrabat z Warwicku a Northamptonu, zaútočila na Caen. Posádku tvořilo 1 000–1 500 vojáků, které doplnil neznámý velký počet ozbrojených měšťanů, a velel jim Radulf, hrabě z Eu, velký konstábl Francie. Město bylo dobyto při prvním útoku. Více než 5 000 řadových vojáků a měšťanů bylo zabito a několik šlechticů bylo zajato. Město bylo pleněno pět dní.
Pět dní po útoku na město se Angličané vydali k řece Seině. Do 12. srpna byli 20 mil (32 km) od Paříže. Poté, co se obrátili na sever, těžce porazili Francouze v bitvě u Kresčaku 26. srpna. Následně Angličané zahájili úspěšné obléhání Calais, které mělo významný vliv na další průběh války.

## Pozadí
Od normanského dobytí Anglie v roce 1066 vlastnili angličtí panovníci tituly a pozemky ve Francii, jejichž držba je činila vazaly francouzských králů. Status francouzských lén anglického krále byl po celý středověk hlavním zdrojem konfliktů mezi oběma monarchiemi. Po sérii sporů mezi francouzským králem Filipem VI. (r. 1328–1350) a anglickým králem Eduardem III. (r. 1327–1377) se 24. května 1337 Filipova Velká rada v Paříži dohodla, že Akvitánské vévodství, fakticky Gaskoňsko, by mělo být vráceno do Filipových rukou s odůvodněním, že Eduard porušuje své vazalské povinnosti. Tím začala stoletá válka, která trvala 116 let.
Ačkoli Gaskoňsko bylo příčinou války, Eduard na ni mohl vyčlenit jen málo prostředků, a když už anglická armáda táhla na kontinent, operovala v severní Francii. Eduard se počátkem roku 1345 rozhodl zaútočit na Francii na třech frontách: malé síly vyplují do Bretaně, o něco větší síly budou pokračovat do Gaskoňska pod velením Jindřicha, hraběte z Derby a hlavní síly budou Eduarda doprovázet do severní Francie nebo Flander. Počátkem roku 1345 se Francouzi rozhodli zaujmout na jihozápadě defenzivu. Jejich rozvědka odhalila anglický plán ofenziv ve třech oblastech, ale neměli peníze na to, aby v každé z nich postavili významnou armádu. Správně předpokládali, že Angličané plánují hlavní úsilí v severní Francii. Proto tam směřovali prostředky, které měli, a plánovali shromáždit hlavní armádu u Arrasu 22. července. Jihozápadní Francie byla vyzvána, aby se spoléhala na své vlastní zdroje.
Hlavní armáda Eduarda III. vyplula 29. června 1345. Kotvila u flanderského Sluys až do 22. července, zatímco se Eduard věnoval diplomatickým záležitostem. Když flotila znovu vyplula, pravděpodobně s úmyslem vylodit se v Normandii, rozprášila ji bouře a lodě si během následujícího týdne našly cestu do několika anglických přístavů. Po více než pěti týdnech strávených na lodích museli být muži a koně vyloděni. Následovalo další týdenní zpoždění, zatímco král a jeho rada debatovali o tom, co dělat, a v té době se ukázalo, že není možné podniknout s hlavní anglickou armádou jakoukoli akci před zimou. Filip VI. si toho byl vědom a vyslal posily do Bretaně a Gaskoňska.  Během roku 1345 vedl Derby v čele anglo-gaskoňské armády vichřici Gaskoňskem. V bitvách u Bergeracu a Auberoche rozbil dvě velké francouzské armády, dobyl více než sto francouzských měst a opevnění v Périgordu a Agenais a dodal anglickým državám v Gaskoňsku strategickou hloubku. Koncem roku dobyl strategicky a logisticky důležité město Aiguillon, "klíč k Gaskoňsku".

## Předehra

Mapa trasy chevauchée Eduarda III. v roce 1346

Jan II. Francouzský, syn a dědic Filipa VI., byl stejně jako na podzim předchozího roku pověřen velením všech francouzských sil v jihozápadní Francii. V březnu 1346 francouzská armáda čítající 15 000 až 20 000 mužů, která měla obrovskou převahu nad jakoukoli silou, kterou mohli Anglo-Gaskoni postavit, vstoupila do Aiguillonu a 1. dubna jej oblehla. Dne 2. dubna byl pro jižní Francii vyhlášen arrière-ban, formální výzva do zbraně pro všechny bojeschopné muže. Na tuto ofenzívu se soustředilo francouzské finanční, logistické a personální úsilí.
Francouzi o snahách Eduarda III. věděli, ale vzhledem k mimořádným obtížím při vylodění armády jinde než v přístavu a nedávné rozpolcenosti Eduardových někdejších spojenců ve Flandrech Francouzi předpokládali, že Eduard odpluje do některého ze spřátelených přístavů v Bretani nebo Gaskoňsku - pravděpodobně do druhého jmenovaného, aby ulevil Aiguillonu. Aby se Filip VI. ubránil případnému anglickému vylodění v severní Francii, spoléhal na své silné námořnictvo. Vzhledem k tehdejším námořním technologiím bylo toto spoléhání nemístné a Francouzi nebyli schopni zabránit Eduardovi III. v úspěšném překonání Lamanšského průlivu.
Tažení začalo 11. července 1346, kdy Eduardova flotila čítající více než 700 plavidel, do té doby největší, jakou kdy Angličané shromáždili, vyplula z jižní Anglie a následujícího dne se vylodila v St Vaast la Hogue, 20 mil (32 km) od Cherbourgu. Anglická armáda čítala podle odhadů 12 000 až 15 000 mužů a skládala se z anglických a velšských vojáků a několika německých a bretaňských žoldnéřů a spojenců. Její součástí bylo několik normanských baronů, kteří nebyli spokojeni s vládou Filipa VI. Angličané dosáhli naprostého strategického překvapení a táhli na jih. Eduardovým cílem bylo provést chevauchée, rozsáhlý nájezd přes francouzské území, aby snížil morálku a bohatství svého protivníka. Jeho vojáci srovnali se zemí všechna města, která jim stála v cestě, a uloupili obyvatelstvu, co se dalo. Města Carentan, Saint-Lô a Torteval byla při průchodu vojska zničena, stejně jako mnoho menších míst. Anglické loďstvo proplulo souběžně s trasou armády, zpustošilo zemi až do vzdálenosti 5 mil (8 km) do vnitrozemí a odvezlo obrovské množství kořisti; mnoho lodí bylo opuštěno, protože jejich posádky naplnily nákladní prostory. Zajali nebo spálili také více než sto lodí; 61 z nich bylo přestavěno na vojenská plavidla. Caen, kulturní, politické, náboženské a finanční centrum severozápadní Normandie, bylo Eduardovým původním cílem; doufal, že se mu dobytím a zničením tohoto významného města vrátí výdaje na výpravu a že bude vyvíjet tlak na francouzskou vládu.

## Bitva

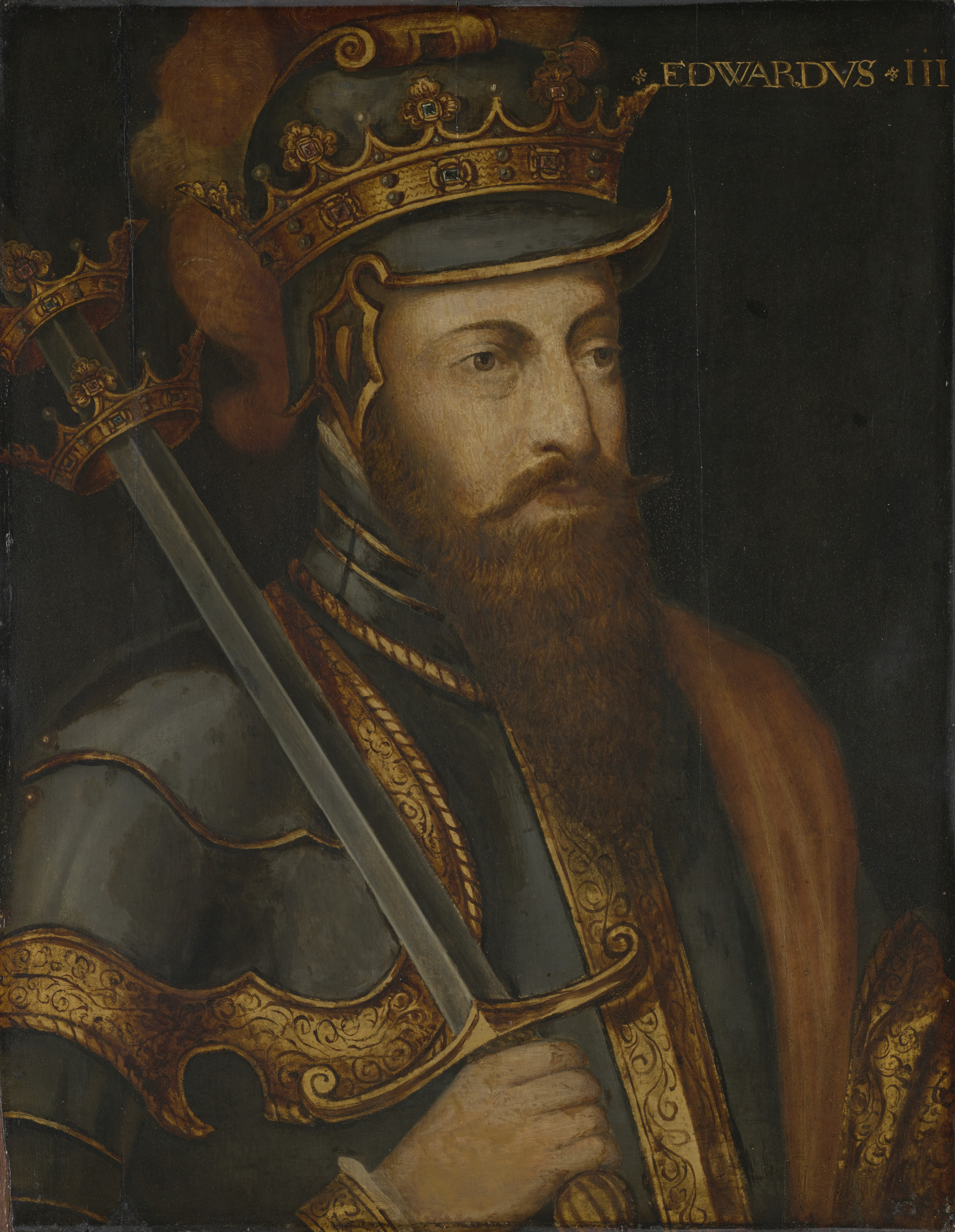
Eduard III.

Caen bylo staré město na severním břehu řeky Orne. V té době bylo větší než kterékoli anglické město kromě Londýna. Rameno řeky Odon rozdělovalo město na dvě části: staré město a nové město. Stará část byla opevněným městem s velmi silným hradem, ale byla zranitelná vůči anglickému útoku v místech, kde se hradby i přes opravy a improvizace na poslední chvíli rozpadly. Nová část města, Ile Saint-Jean, byla bohatou čtvrtí obchodníků a statkářů, kteří žili na ostrově vytvořeném mezi řekami Orne a Odon. Tato čtvrť byla snadněji bránitelná, protože její obvod tvořily řeky a se sousedními břehy ji spojovaly pouze tři opevněné mosty. Často však bylo možné, zejména v létě, části řek přebrodit. V oblasti Caen se také nacházela dvě velká opevněná opatství, jedno na každé straně města, která mohla být použita jako bašty proti útočícím silám. V Caen bylo posádkou 1 000 až 1 500 vojáků, z nichž velkou část tvořili profesionální kušijníci, a neznámý, ale velký počet ozbrojených měšťanů. Velel jim Radulf, hrabě z Eu, který byl velkokonstáblem Francie, nejvyšším představitelem francouzské vojenské hierarchie.
Dne 25. července nabídl anglický vyslanec městské radě podmínky kapitulace: životy a majetek obyvatelstva budou ušetřeny, pokud se město a hrad vzdají. Tyto podmínky byly rázně odmítnuty a vyslanec uvězněn. Anglické vojsko dorazilo před hradby 26. července brzy ráno a okamžitě obsadilo nechráněné opatství, načež se zformovalo k plánovanému útoku na staré město. Eduard nehodlal obléhacími přípravami ztrácet čas, protože jeho armáda neměla žádné obléhací stroje. Radulf z Eu původně plánoval bránit staré město a hrad, ale tlak bohatých občanů ho přesvědčil, aby po příchodu Angličanů přesunul obranu na ostrov Saint-Jean. Toto ukvapené stažení se ukázalo jako katastrofální, protože při spěšném přesunu obránců byla opomenuta důležitá opatření, která byla pro obranu oblasti zásadní.
Když Angličané zjistili, že staré město není bráněno, okamžitě se ho zmocnili. Byly vyslány malé jednotky, aby zablokovaly hrad na severu města, který byl posádkou 300 vojáků pod velením Guillauma Bertranda, biskupa z Bayeux. Eduard změnil osu svého postupu a připravil se zaútočit na bráněné mosty ze severního břehu Odonu. Když manévrovali na pozice, angličtí lučištníci a zbrojnoši, dychtiví po kořisti, předešli jeho rozkazům a vrhli se na mosty dříve, než byly útočné síly zcela na místě. Útok nominálně vedli hrabata z Warwicku a Northamptonu a Richard Talbot, ačkoli měli nad vojáky, kterým údajně veleli, jen velmi malou kontrolu. Když Eduard viděl, že se útok rozvíjí dříve, než byl připraven, nařídil ústup, ale jeho muži to ignorovali.
Když se stovky anglických vojáků vrhly přes mosty do zuřivého boje na druhé straně, byla do ní vtažena velká část francouzské posádky. Řeka byla po období sucha nízko a angličtí střelci z dlouhých luků a velšští kopiníci se brodili přes řeku, obtěžováni palbou z kuší, a vtrhli do improvizované obrany na břehu řeky. Francouzské síly byly příliš roztažené na to, aby se mohly účinně bránit, a na několika místech pronikly. To umožnilo Angličanům proniknout do nového města a zaútočit na obránce mostu zezadu, což vedlo ke zhroucení obrany. Několik nejvyšších francouzských důstojníků sedlo na koně a prosekalo si cestu přes Angličany do bezpečí hradu, zatímco několik dalších se zabarikádovalo ve věži s výhledem na most. Prostí vojáci mezi prchajícími Francouzi byli pobiti, jak bylo v té době obvyklé; do zajetí se dostala jen hrstka bohatších bojovníků a měšťanů, mezi nimiž byl i hrabě z Eu.

## Důsledky
Vítězní Angličané začali město zuřivě plenit, většinu z něj vypálili, ukořistili cennosti za tisíce livrů (liber) a zabili přibližně polovinu obyvatel města; zbytek uprchl na venkov, pronásledován jízdou. Došlo také k orgiím nezřízeného znásilňování; je zaznamenáno, že angličtí rytíři zachránili některé mladé ženy buď před znásilněním, nebo před následným zabitím. Nejméně 2 500 francouzských těl bylo později pohřbeno v hromadných hrobech za městem a celkový počet obětí údajně přesáhl 5 000. Anglické ztráty nebyly zaznamenány, kromě toho, že byl zabit jeden zbrojnoš, ačkoli ztráty mezi řadovými lučištníky a kopiníky mohly být velké.
Plenění města trvalo pět dní, během nichž se Eduard pokusil dobýt hrad, ale neuspěl a vzdal hold u hrobu svého předka Viléma Dobyvatele, který byl ve městě pohřben. Mezi zajatci bylo několik vyšších francouzských šlechticů, kteří byli drženi v zajetí několik let, než je angličtí věznitelé vykoupili. Patřil k nim i hrabě z Eu, který zůstal v Anglii vězněn až do roku 1350; když se vrátil do Francie, byl na příkaz francouzského krále bez soudu popraven. Angličané objevili Filipovu proklamaci, která nařizovala normanským nájezdnickým skupinám pustošit jižní pobřeží Anglie, čehož po několik let využívaly anglické náborové skupiny k rozdmýchávání protifrancouzských nálad.
Anglická armáda vyrazila 1. srpna na jih k řece Seině a poté směrem k Paříži. Do 12. srpna se nacházela 20 mil od Paříže. Poté se obrátila na sever a měsíc po dobytí Caen Angličané zvítězili v bitvě u Blanchetaque, když se probojovali přes Sommu. Dne 28. srpna byla hlavní francouzská armáda pod vedením Filipa VI. drtivě poražena v bitvě u Kresčaku s velkými ztrátami na životech. Eduard III. ukončil tažení obléháním Calais, které padlo po dvanácti měsících, čímž si zajistil anglické předmostí v severní Francii, které udržel po dvě stě let.